# Ġorġ Preca
Ġorġ Preca (Valletta, 1880. február 12. – Santa Venera, 1962. július 26.) máltai karmelita szerzetes, a római katolikus egyházban működő laikus Keresztény Tanítás Társasága mozgalom (SDC, M.U.S.E.U.M.) alapítója volt. Ő írta 1957-ben a II. János Pál pápa által a „Világosság titkai” néven bevezetett öt új titkot a Rózsafüzér imádsághoz. A máltaiak gyakran hivatkoznak rá Dun Ġorġ-ként, nevének gyakran használt angol írásmódja George Preca.

## Élete
Vincenzo Preca kereskedő és Natalina Ceravolo kilenc gyermeke közül hetedikként látta meg a napvilágot. Családja hamarosan Ħamrunba költözött, itt kezdett ministrálni. Elvégezte a líceumot, ami akkoriban ritkaságnak számított. Ezután belépett a szemináriumba, ahol különösen latinból jeleskedett. Gyenge egészsége miatt – fél tüdejét elvesztette – nem jósoltak neki hosszú életet, 1906-ban mégis pappá szentelték. Később ironikusan így utalt vissza erre: „Az orvos meghalt, apám meghalt, én pedig fél tüdővel is még élek, hogy taníthassak”.
Egy évvel pappá szentelése után úgy érezte, tennie kell a fiatalok keresztény neveléséért. Akkoriban a hitoktatás mindössze annyiból állt, hogy szentmise után a fiatalok bementek a sekrestyéshez, aki válaszolgatott néhány kérdésükre. Dun Ġorġ kibérelte a ħamruni Fra Diegu Street 6. számú házat, ahol a környék fiataljainak katekizmust tanított. Lelkülete, karizmája sokakat vonzott, ám az is nyilvánvalóvá vált, mekkora közöny van az emberekben a hit dolgai iránt. Nemsokára úgy tűnt, érdemes társasággá formálni az összegyűlt növendékeket, így jött létre a szervezet, amelynek Preca eredetileg a Societas Papiduum et Papidissarum (A Pápa Gyermekeinek Társasága) nevet gondolta, ám viccesen Museumnak is nevezték, amit Dun Ġorġ mozaikszóvá alakított: Magister utinam sequatur Evangelium universus mundus! (Isteni mester, bárcsak az egész világ követné evangéliumodat!). Mottóul a következő idézetet választotta: „Verbum Dei caro factum est” (Jn 1,14). A női ág 1910-ben jött létre Giannina Cutajar közreműködésével. Dun Ġorġ segítőit „Papidi”, „apostolok” vagy „soci” (társak) néven emlegették. Mivel laikus segítőinek is szükségük volt a tanításra, Preca könyveket kezdett írni számukra. A máltai egyház ugyan érezte a kezdeményezés szükségességét, mégis amiatti félelmében, hogy a képzetlen tanítók több kárt okoznak, mint hasznot, a püspök 1909-ben bezáratta a társaság összes házát.
A döntést néhány évvel később, 1916-ban visszavonták. Dun Ġorġ 1918-ban lépett be a karmelita harmadrendbe, és felvette a Franco testvér nevet. 1932-ben Mauro Caruana püspök megadta az egyházi jóváhagyást a társaság működéséhez. A szervezet hivatalos latin neve ekkor Societas Doctrinae Christianae (SDC) lett, bár eredeti elnevezése ma is elterjedt. Az elöljáró hivatalosan Preca egyik első követője, Eugenio Borġ lett. A M.U.S.E.U.M. 1952-ben lépte át Málta határait, amikor néhány kivándorló révén Ausztráliában is létrejött egy közösség. Ugyanebben az évben Dun Ġorġ pápai titkos tanácsos lett. Ennek ellenére a maga egyszerűségével folytatta a tanítást, még a kinevezési okiratot is az érsek íróasztalán felejtette, és soha nem vette a fáradságot, hogy visszamenjen érte. Bejárta Málta településeit, és gyakran mondta munkatársainak: „Tanítsatok, tanítsatok, tanítsatok! Valami csak megmarad belőle!”
1961-ben megromlott egészsége miatt kénytelen volt elhagyni Ħamrunt, és házvezetője Santa Venera-i otthonába költözni. Itt halt meg egy évvel később.

## Szentté avatása
Az egyházmegyei eljárást Michael Gonzi érsek kezdeményezte 1975. június 24-én. 1999. június 28-án kapta meg a „tiszteletreméltó” jelzőt. 2000-ben, a boldoggá avatási per lezárulta után exhumálták, és a plébániatemplom helyett a M.U.S.E.U.M. Blata tal-Bajda-i központjában temették el. 2001. május 9-én II. János Pál pápa a florianai Magtáraknál tartott szentmise keretében boldoggá avatta. Szentté avatására már a Vatikánban került sor 2007. június 3-án, ezzel az egyik legrégibb keresztény területnek számító Málta első szentje lett, és a szentté avatást végző XVI. Benedek pápa „Málta második apostolának” nevezte.